# Rosie Goodwin
Rosie Goodwin ist eine Szenenbildnerin, die bei der Oscarverleihung 2014 für ihre Arbeit bei Gravity zusammen mit Andy Nicholson und Joanne Woollard für den Oscar in der Kategorie Bestes Szenenbild nominiert war. Sie wurde für diesen Film 2014 auch mit einem British Academy Film Award in der Kategorie Bestes Szenenbild nominiert. Goodwin tritt seit 2006 im Filmgeschäft in Erscheinung.

## Filmografie
- 2006: Die History Boys – Fürs Leben lernen (The History Boys)
- 2007: Wintersonnenwende – Die Jagd nach den sechs Zeichen des Lichts (The Seeker: The Dark Is Rising)
- 2007: Harry Potter und der Orden des Phönix (Harry Potter and the Order of the Phoenix)
- 2009: Harry Potter und der Halbblutprinz (Harry Potter and the Half-Blood Prince)
- 2010: Harry Potter und die Heiligtümer des Todes – Teil 1 (Harry Potter and the Deathly Hallows – Part 1)
- 2011: Harry Potter und die Heiligtümer des Todes – Teil 2 (Harry Potter and the Deathly Hallows – Part 2)
- 2013: Gravity
- 2015: High-Rise